# Ödsmåls kiles naturreservat

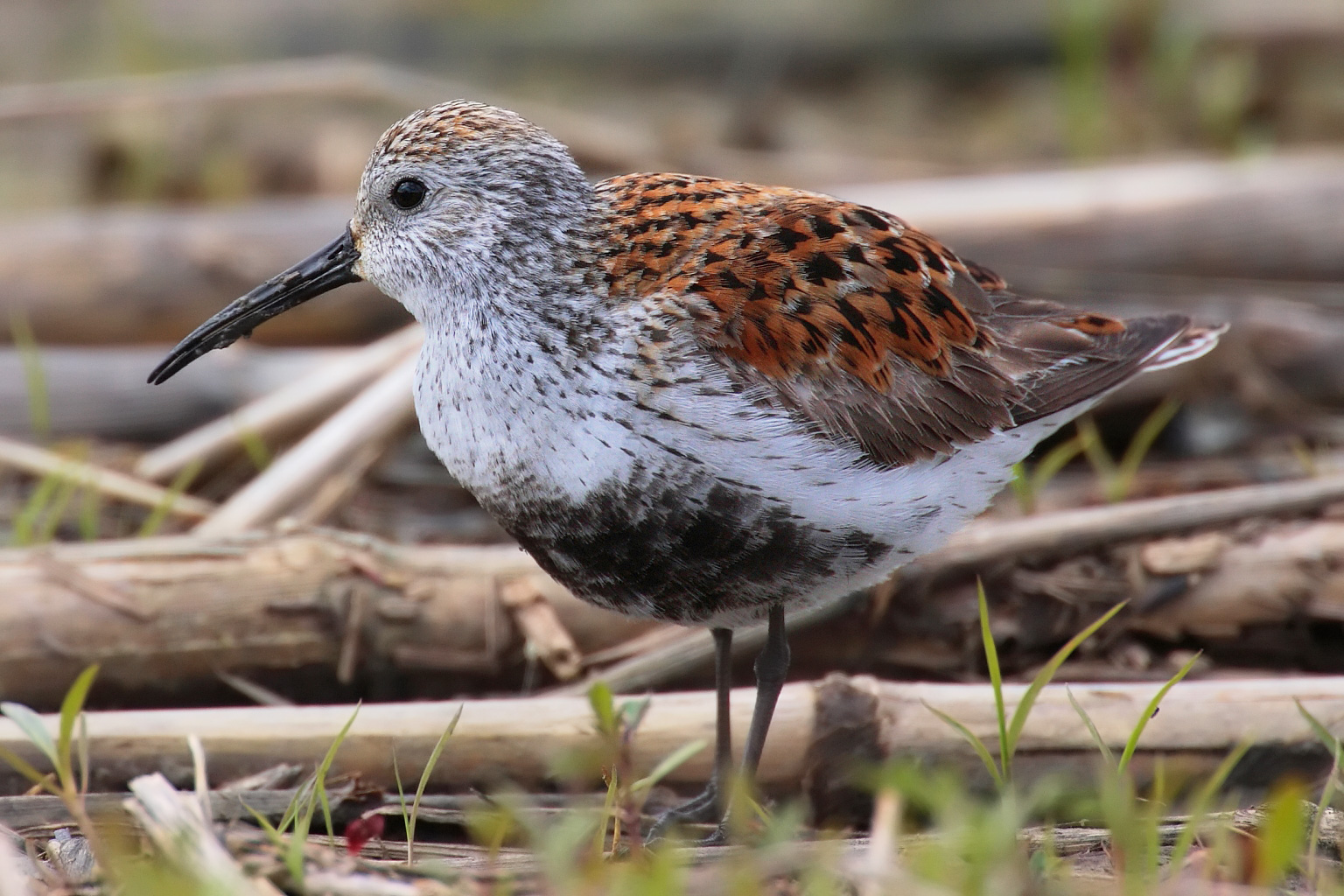
Kärrsnäppa

Ödsmåls kile är ett naturreservat i Solberga socken i Kungälvs kommun i Bohuslän. 
Reservatet inrättades 1974 och har en areal på cirka 237 hektar. Det är beläget sydväst om Solberga och består av en grund havsvik och är ett viktigt fågelområde.  
Vid lågvatten friläggs stora ytor i vikens inre del. Dessa blir då näringsplatser för vadarfåglar. På de grunda lerbottnarna växer  bandtång, kransalger och skruvnate. De har betydelse som näringskälla för simänder och svanar. Naturreservatet gästas vår och höst av ett stort antal vadare och änder, bl.a. kustpipare, storspov, myrspov, kärrsnäppa och brushane. Bland häckfåglarna finns kärrsnäppa. Andra fåglar som kärrhök, fiskgjuse, tornfalk och berguv ses regelbundet.
På fastmarksängarna växer ängsbräsma och ängsgröe. Närmast vatten på ängsmarken växer arter som glasört och havssäv. På en del torrängar växer styvmorsviol, nagelört och gul och vit fetknopp.
Tillträdesförbud råder till naturreservatet under flyttnings- och häckningsperioderna.
Reservatet förvaltas av Västkuststiftelsen.
Området ingår i EU:s ekologiska nätverk av skyddade områden, Natura 2000.